# Zach Helm
Zach Helm, född 21 januari 1975, är en amerikansk manusförfattare och regissör.

## Filmografi (i urval)
- 2006 – Stranger Than Fiction (manus)